# Kundzicze (gmina Krynki)
Kundzicze – wieś w Polsce położona w województwie podlaskim, w powiecie sokólskim, w gminie Krynki. 
| SIMC    | Nazwa      | Rodzaj  |
| ------- | ---------- | ------- |
| 0032690 | Nietupskie | osada   |
| 0032709 | Trejgle    | kolonia |

W czasach zaborów w granicach Imperium Rosyjskiego, w guberni grodzieńskiej, w powiecie grodzieńskim. 
W latach 1921–1939 leżała w Polsce, w województwie białostockim, w powiecie grodzieńskim, w gminie Krynka.
Według Powszechnego Spisu Ludności z 1921 roku zamieszkiwały tu 83 osoby, 79 były wyznania rzymskokatolickiego a 4 prawosławnego. Wszyscy mieszkańcy zadeklarowali polską przynależność narodową. Było tu 13 budynków mieszkalnych.
Miejscowość należała do parafii prawosławnej i rzymskokatolickiej w Krynkach. Podlegała pod Sąd Grodzki w Krynkach i Okręgowy w Grodnie; właściwy urząd pocztowy mieścił się w Krynkach.
W wyniku napaści ZSRR na Polskę we wrześniu 1939 miejscowość znalazła się pod okupacją sowiecką. 2 listopada została włączona do Białoruskiej SRR. 4 grudnia 1939 włączona do nowo utworzonegoutworzonego obwodu białostockiego. Od czerwca 1941 roku pod okupacją niemiecką. 22 lipca 1941 r. włączona w skład okręgu białostockiego III Rzeszy.
W latach 1975–1998 miejscowość należała administracyjnie do województwa białostockiego.
Kundzicze należą do przestrzeni o niesłychanej wartości przyrodniczej, leżącej w bezpośrednim sąsiedztwie Parku Krajobrazowego Puszczy Knyszyńskiej.
Wierni kościoła rzymskokatolickiego należą do parafii św. Anny w Krynkach.